# Sălcioara (okręg Buzău)
Sălcioara – wieś w Rumunii, w okręgu Buzău, w gminie Ghergheasa. W 2011 roku liczyła 1156 mieszkańców.